# Quebrada de Humahuaca
A Quebrada de Humahuaca (Humahuaca völgye) keskeny völgy Argentína északnyugati részén, Jujuy tartományban, Buenos Airestől 1649 km távolságra.  155 km hosszan nyúlik el észak-déli irányba, északról és nyugatról az Altiplano, keletről az Andok alacsonyabb hegyvonulatai, délről meleg vizű völgyek (Valles Templados) határolják.
A quebrada mély völgyet vagy szurdokot jelent. A névadó egy 11000 lakosú város, Humahuaca volt. A völgyet a Río Grande folyó alakította ki, amely télen kiszárad, de nyáron bőségesen árad. A medrét minden áradás után változtatja. Mivel ereje kevés, nem képes a hegyekről hozott köveket hosszan magával sodorni és kavicsokká gömbölyíteni, hanem lerakja őket, s a szögletes kődarabok kitöltik a folyó 1–2 km széles völgyét.
A terület minden történelmi korban a különböző kultúrák keresztútjában volt. 10000 éve élnek itt emberek. Az első népcsoport vadászó-gyűjtögető életmódot élt, és tekintélyes őskori leletanyagot hagyott maga után. A 15. században erre vezetett az Inka Birodalom karavánútja (Camino Inca), az inkák emlékét őrzik az erődített települések, a pucarák maradványai. A spanyol hódítást követően fontos kapocs volt a Río de la Platai Alkirályság és a Perui Alkirályság között. A hittérítőknek köszönhetőek a völgy gyönyörű templomai, amely köré apró települések nőttek. Az argentínai szabadságharc sok ütközete is itt zajlott le.
A Quebrada de Humahuaca 2003. július 2. óta az UNESCO világörökségi helyszíne.

## A völgy jelentősebb települései

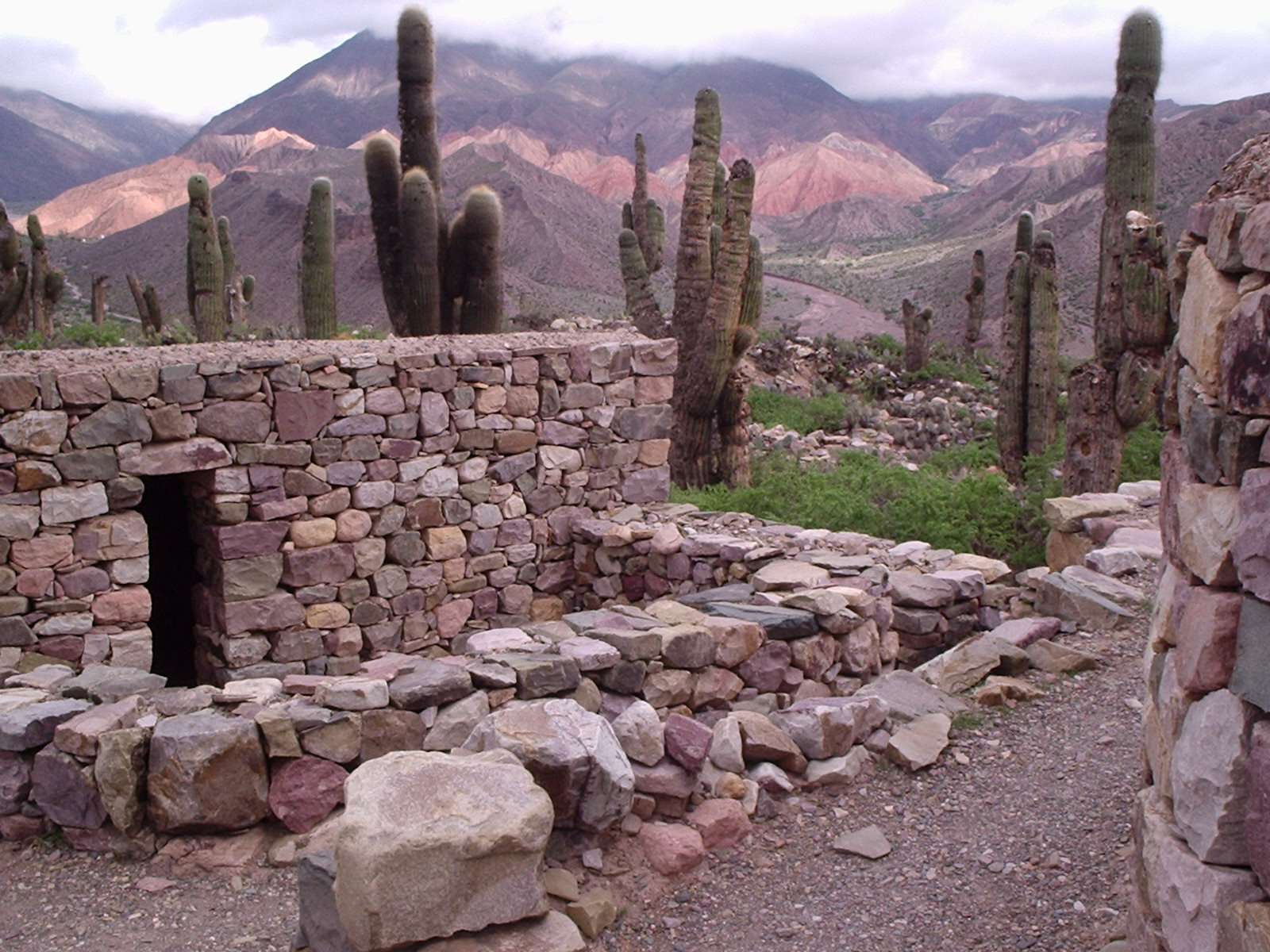
Tilcara

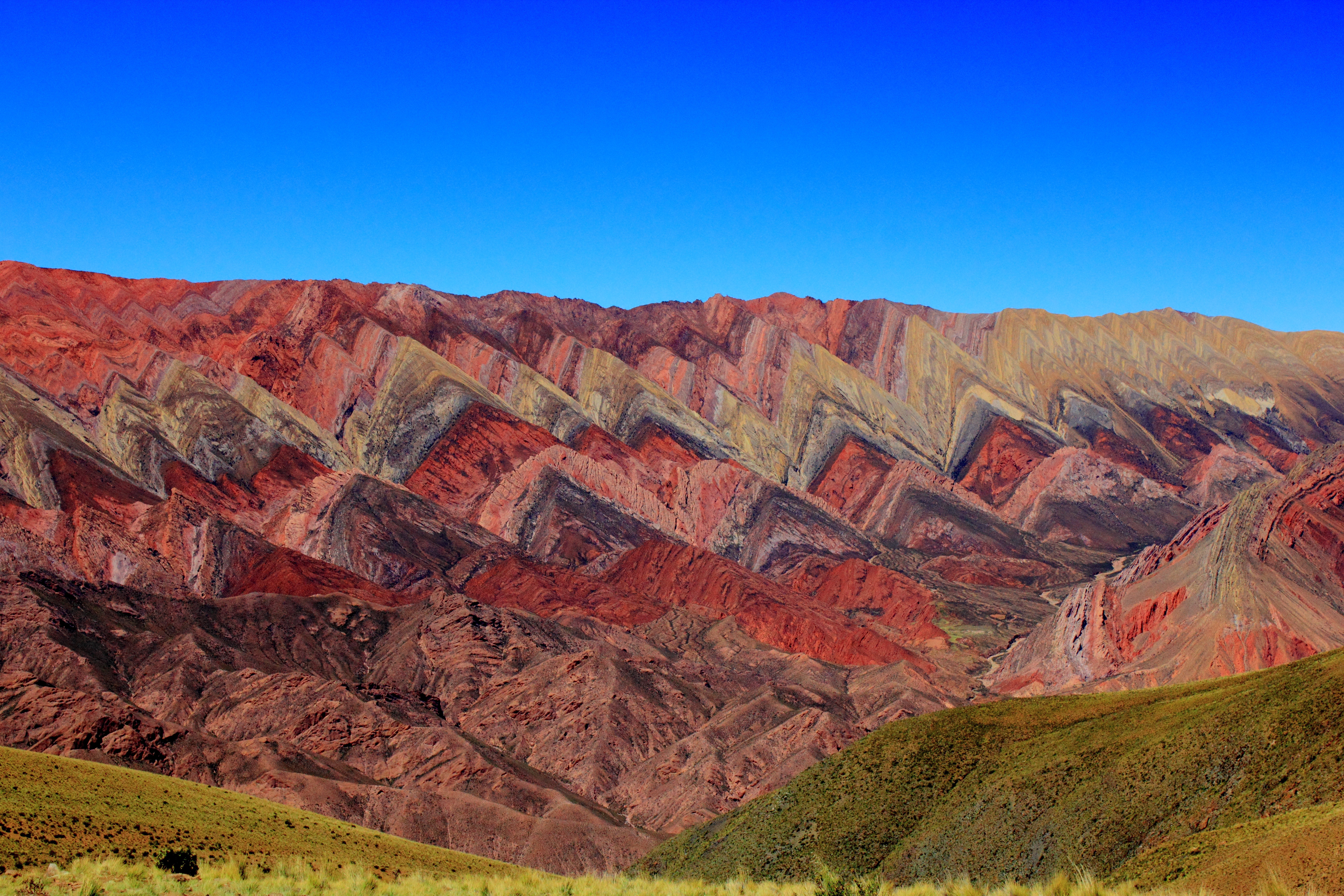
Hornocal

- Tumbaya: nemzeti műemléknek nyilvánított templomát 1796-ban építették, a földrengések elleni védekezésül vastag falakkal, alacsony, zömök harangtoronnyal, apró ablakokkal.
- Purmamarca: már a spanyolok előtt is lakott hely volt, kecsua eredetű nevének jelentése: a jaguár faluja. Templomát 1648-ban építették. Különleges természeti látványosságai a falut körülvevő sárgás, zöldes, lila, barna és fehér színű hegyek.
- Tilcara: Jujuy régészeti fővárosa. Határában található Argentína legnagyobb feltárt inkakori települése és erődítménye, a Pucará de Tilcara. Feltárását 1908-ban kezdték meg. A házak és az erődítés egy részét újjáépítették.
- Huacalera: határában kőoszlop jelzi a Baktérítőt. Temploma a 18. században épült.
- Uquía: 1750-ben épült temploma a környék legszebbike, érdekessége a muskétával felfegyverzett angyalokat ábrázoló oltárkép.
- Humahuaca: a völgy névadója 2939 m magasságban fekszik. Már az inkák idejében lakott település volt. Templomát 1641-ben építették.